# Хэндевидт, Грег
Грегори ("Грег") Ли Хэндевидт (англ. Gregory Lee Handevidt; 26 февраля 1965, Конкорд, Калифорния, США)  — американский музыкант, адвокат. Наиболее известен своим участием в качестве гитариста в одном из ранних составов группы Megadeth.

## Биография
Родился в Калифорнии, в районе залива Сан-Франциско, в городе Конкорд. Через год после рождения Грега, его семья в месте с ним переезжает в Миннесоту.
В возрасте 10 лет, на перемене в школе Грег знакомится с Дэвидом Эллефсоном, поводом к знакомству стала их обоюдная любовь к рок музыке. Вскоре они становятся друзьями и вместе выступают в составе группы Goz.
После окончания школы в 1983 году, двое друзей отправились в Голливуд в надежде стать музыкантами. Они поселились по соседству с Дэйвом Мастейном, который снимал квартиру этажом выше. Поскольку ребята приехали из сельской местности, оба привыкли вставать рано и уже в девять утра начали репетировать в своей квартире. Мастейну, который привык просыпаться позже, не понравился шум с нижнего этажа и разозлившись, он сбрасывает цветочный горшок на кондиционер своих неспокойных соседей. Спустя какое-то время Грег решает подняться наверх, познакомиться, и попросить Дэйва купить им сигареты - это и послужило причиной к знакомству двух Дэйвов и Грега.
На момент встречи, Мастейн был уволен из Metallica, и планировал собрать новую группу. После знакомства, Хэндевитт, Эллефсоном и присоединившийся к ним Дижон Каррутерс вступили в сформированную Дэйвом группу, первоначально носившее название Fallen Angels. Позже команда сменила название на Megadeth. В течение первых месяцев существования группа записывает домашнее демо, однако не проводит ни одного выступления.
В 1984 после ряда творческих разногласий и из-за необходимости заботиться о своём ребёнке Хэндевидт, покидает состав Megadeth и переезжает в Маршалл, штат Миннесота. На смену Грегу в состав Megadeth рекрутируется Керри Кинг.
В 1984 году вместе с Кевином Идсо, Грег создают группу Kublai Khan где помимо обязанностей гитариста исполняет и роль вокалиста. Вскоре к ним присоединяются бас-гитарист Майк Лиска и барабанщик Джейсон Вебер. Вебера вскоре меняют на Джона Федде. Kublai Khan некоторое время выступает в андерграунде, в 1985 году выпускают демо "Rape, Pillage & Destroy", которое начинают рассылать различным лэйблам. В 1987 году на лейбле Shark Records группа выпускает свой дебютный альбом Annihilation.  Стиль группы во многом был похож на King Diamond, Kreator и Metal Church. Из-за финансовых трудностей и проблем с лэйблом группа распадается 2 года спустя. В 1989 год Хэндевидт поступает на службу в ВМС США и служит в армии до 1998 года. В 2003 году Грег и Кевин возрождают Kublai Khan и записывают при помощи музыкантов Necromis демо Kronk Meets Kublai Khan. Однако вскоре группа вновь прекращает деятельность.
В настоящее время Грег Хэндевидт работает адвокатом в Калифорнии .

### Личная жизнь
Женат, имеет четверых детей.

## Дискография[7]
- 1985:	Rape, Pillage & Destroy (Демо) — Вокал, гитара
- 1987:	Annihilation — Вокал, гитара
- 1989:	Kill for Pleasure / Annihilation (Сплит) — Вокал, гитара
- 2003:	Kronk Meets Kublai Khan (Демо) — Вокал, гитара